# Еллен Олеріа
Еллен Гомес де Олеріа (нар. 12 листопада 1982, Бразиліа, Бразилія) — бразильська співачка, авторка пісень, композиторка, гітаристка та акторка з феміністичним спрямуванням. Мецо-сопрано, працює в жанрі поп.

## Життєпис
Народилася 12 листопада 1982 року в Бразиліа, Федеральний округ, Бразилія. Здобула освіту в Університеті Бразилії. Музичну діяльність почала у 1998 року.

## Особисте життя
Еллен Олеріа є відкритою лесбійкою.

## Дискографія
- 2009 — Peça
- 2011 — Ellen Oléria e Pret.utu — Ao Vivo no Garagem
- 2013 — Ellen Oléria
- 2016 — Afrofuturista